# James Duval
James Edward Duval (Detroit, 10 settembre 1972) è un attore statunitense famoso per aver recitato nella trilogia Teenage Apocalypse di Gregg Araki.
Altri suoi ruoli celebri sono stati quello di Miguel in Independence Day (1996), Singh in Go - Una notte da dimenticare (1999), Frank in Donnie Darko (2001) e Blank in May (2002).

## Biografia
Duval è nato il 10 settembre 1972 a Detroit, nel Michigan, figlio di madre d'origine franco-vietnamita e di padre d'origini amerindie, irlandesi e francesi.
Ha esordito come attore nel 1993 nel film An Ambush of Ghosts, diretto da Everett Lewis. In quello stesso anno ha recitato in Totally F***ed Up di Gregg Araki, primo film di una trilogia che il regista ha dedicato agli adolescenti. Duval ha recitato anche negli altri film della trilogia, Doom Generation (1995) e Ecstasy Generation (1997). Nel 1996 è tra gli interpreti del film di fantascienza Independence Day di Roland Emmerich.
Nel corso della sua carriera Duval ha recitato in numerosi film indipendenti.

## Filmografia

### Cinema

#### Lungometraggi
- An Ambush of Ghosts, regia di Everett Lewis (1993)
- Totally F***ed Up, regia di Gregg Araki (1993)
- Mod Fuck Explosion, regia di Jon Moritsugu (1994)
- Doom Generation (The Doom Generation), regia di Gregg Araki (1995)
- Independence Day, regia di Roland Emmerich (1996)
- Ecstasy Generation (Nowhere), regia di Gregg Araki (1997)
- River Made to Drown In, regia di James Merendino (1997)
- How to Make the Cruelest Month, regia di Kip Koenig (1998)
- Fuori di cresta (SLC Punk!), regia di James Merendino (1998)
- Wild Horses, regia di Soleil Moon Frye e Meeno Peluce (1998)
- The Clown at Midnight, regia di Jean Pellerin (1998)
- Stamp and Deliver, regia di Dan Mirvish (1998)
- Go - Una notte da dimenticare (Go), regia di Doug Liman (1999)
- Weekend (The Weekend), regia di Brian Skeet (1999)
- Fuori in 60 secondi (Gone in Sixty Seconds), regia di Dominic Sena (2000)
- Donnie Darko, regia di Richard Kelly (2001)
- The Doe Boy, regia di Randy Redroad (2001)
- The Tag, regia di Peter Winther – cortometraggio (2001)
- Amerikana, regia di James Merendino (2001)
- May, regia di Lucky McKee (2002)
- Scumrock, regia di Jon Moritsugu (2002)
- Comic Book Villains, regia di James Robinson (2002) Uscito in home video
- Pledge of Allegiance, regia di Lee Madsen (2003)
- Frog-g-g!, regia di Cody Jarrett (2004)
- Open House, regia di Dan Mirvish (2004)
- Window Theory, regia di Andrew Putschoegl (2005)
- Standing Still, regia di Matthew Cole Weiss (2005)
- Chasing Ghosts, regia di Kyle Dean Jackson e Alan Pao (2005)
- L.A. Underground (Venice Underground), regia di Eric DelaBarre (2005)
- Mad Cowgirl, regia di Gregory Hatanaka (2006)
- Roman, regia di Angela Bettis (2006) Scene tagliate
- Pancho and Lefty, regia di Bryan Wuestenberg – cortometraggio (2006)
- The Iron Man, regia di Alex Nam (2006)
- Numb, regia di Sean Michael Flynn – cortometraggio (2007)
- The Pacific and Eddy, regia di Matthew Nourse (2007)
- Luck of the Draw, regia di SJ Main Muñoz – cortometraggio (2007)
- Kush, regia di York Alec Shackleton (2007)
- The Art of Travel, regia di Thomas Whelan (2008)
- Toxic, regia di Alan Pao (2008)
- Evilution, regia di Chris Conlee (2008)
- 2 Dudes and a Dream, regia di Nathan Bexton (2009)
- Penance, regia di Jake Kennedy (2009)
- The Black Waters of Echo's Pond, regia di Gabriel Bologna (2009)
- Cornered!, regia di Daniel Maze (2009)
- Caller ID, regia di Eric Zimmerman (2010)
- Everything Will Happen Before You Die, regia di Dan Finkel (2010)
- Kaboom, regia di Gregg Araki (2010)
- Playback, regia di James Avallone (2010) Uscito in home video
- The Black Belle, regia di Brian McGuire (2010)
- On Holiday, regia di Brian McGuire (2010)
- Now Here, regia di Joe Shaughnessy (2010)
- Alyce, regia di Jay Lee (2011)
- Touchback, regia di Don Handfield (2011)
- Oblivion, regia di Heather Robinson (2011)
- Free Samples, regia di Jay Gammill (2012)
- Sushi Girl, regia di Kern Saxton (2012)
- Look at Me, regia di Alesia Glidewell (2012)
- Blue Dream, regia di Gregory Hatanaka (2013)
- 9 Full Moons, regia di Tomer Almagor (2013)
- All Together Now, regia di Alexander Mirecki (2013)
- American Idiots, regia di Robert Taleghany (2013)
- Amelia's 25th, regia di Martín Yernazian (2013)
- Five Thirteen, regia di Kader Ayd (2013)
- Prevertere, regia di Brian McGuire (2013)
- Carlos Spills the Beans, regia di Brian McGuire (2013)
- American Girls, regia di Eric Pereira (2013)
- Tom Holland's Twisted Tales, regia di Tom Holland (2014)
- Dead Sea, regia di Brandon Slagle (2014)
- Lazarus: Apocalypse , regia di Thomas J. Churchill (2014)
- Window Licker, regia di Brian McGuire (2014)
- Naked Angel, regia di Christina Morales Hemenway (2014)
- Hercules Reborn, regia di Nick Lyon (2014)
- American Muscle, regia di Ravi Dhar (2014)
- Catch of the Day, regia di James Balsamo (2014)
- The Sparrows: Nesting, regia di Nancy Criss e Josh Hodgins (2015)
- Shut Up and Drive, regia di Melanie Shaw (2015)
- Delirium, regia di Jared Stanton (2015)
- Tales of Halloween, regia di vari registi (2015)
- Appetites, regia di Cameron Casey (2015)
- Dutch Hollow, regia di Mike Hermosa (2015)
- Punk's Dead: SLC Punk 2, regia di James Merendino (2016)
- American Romance, regia di Zackary Adler (2016)
- Noirland, regia di Ramzi Abed (2016)
- It Watches, regia di Dave Parker (2016)
- Stockholm, regia di Corynn Egreczky (2017)
- Garlic & Gunpowder, regia di B. Harrison Smith (2017)
- The Black Room, regia di Rolfe Kanefsky (2017)
- Spreading Darkness, regia di Josh Eisenstadt (2017)
- Mission Possible, regia di Bret Roberts (2018)
- Mr. Malevolent, regia di Rusty Cundieff e Darin Scott (2018)
- Junkie, regia di Tim Russ (2018)
- The Master of Pulpits, regia di Alex Sarkissian (2019)
- Bride+1, regia di Christina Morales Hemenway (2019)
- From the Dead, regia di Ryan Schafer e Hebron Simckes-Joffe (2019)
- Darling Nikki, regia di Gregory Hatanaka (2019)
- Spinning Dry, regia di James Avallone ed Elana Krausz (2019)
- Booze, Broads and Blackjack, regia di Rickey Bird Jr. (2020)
- Beast Mode, regia di Chris W. Freeman e Spain Willingham (2020)
- Under the Palm Tree, regia di Bryan Martin (2021)
- The Dog of Christmas, regia di Bret Roberts (2021)
- In from Outside, regia di Dan Walton (2021)
- Desert Moon, regia di Thomas Haley (2021)
- The Murdershow, regia di Dan Walton (2021)
- City Limits (2021)
- Amityville Karen, regia di Shawn C. Phillips (2022)
- Nightshade, regia di Landon Williams (2022)
- I, Challenger, regia di Paul Boyd (2022)
- Without Ward, regia di Cory Cataldo (2022)

#### Cortometraggi
- The Untitled J.C. Project, regia di Tyler Jackson (2004)
- The Music Box, regia di Tara Alexis (2010)
- Undead: A Love Story, regia di J.P. Morgan (2012)
- Tasting Wednesday, regia di Pamela Morgan-Navarro (2013)
- Cut, regia di Adam Cushman (2014)
- Moxie, regia di Tyler Jackson (2015)
- A Fresh Coat of Paint, regia di Rochan Liu (2015)
- Boomer Hogs, regia di Ryan Kibby e Natalie Lauer (2016)
- Mamma Loves Shortnin', regia di Devon Sawa (2016)
- Eschew, regia di Ewan Gotfryd (2017)
- Mother, regia di Ewan Gotfryd (2019)
- The Video Store, regia di Rickey Bird Jr. (2021)
- I The Runner, regia di Boy Harsher, Jae Matthews ed Augustus Muller (2022)

### Televisione
- Hotel Alexandria, regia di Andrea Barzini e James Merendino – miniserie TV (1999)
- This Is How the World Ends, regia di Gregg Araki – film TV (2000)
- Twisted Tales – serie TV, 1 episodio (2013)
- Hawaii Five-0 – serie TV, 1 episodio (2015)
- Space Diner Tales – serie TV, 1 episodio (2018)
- Now Apocalypse – serie TV, 4 episodi (2019)

### Video musicali
- Anthrax: Blood Eagle Wings (2016)
- Boy Harsher: Machina featuring Mariana Saldaña (2022)

### Doppiatore
- BoJack Horseman – serie TV, 1 episodio (2018)

## Riconoscimenti
- 1997 – Saturn Award
  - Candidatura al Miglior attore emergente per Independence Day
- 2000 – Seattle International Film Festival
  - Citation of Excellence for Ensemble Cast Performance per Weekend (vinto con Deborah Kara Unger, D.B. Sweeney, Gena Rowlands, Brooke Shields, David Conrad, Jared Harris e Gary Dourdan)
- 2001 – American Indian Film Festival
  - Miglior attore per The Doe Boy
- 2001 – Wine Country Film Festival
  - Miglior attore per The Doe Boy (vinto ex aequo con Jan Urbanski per To ja, zlodziej)